# بورس غنا
بورس غنا (انگلیسی: Ghana Stock Exchange) بازار بورس اوراق بهادار غنا است، که در سال ۱۹۸۹ تأسیس شد.